# Cour des Miracles

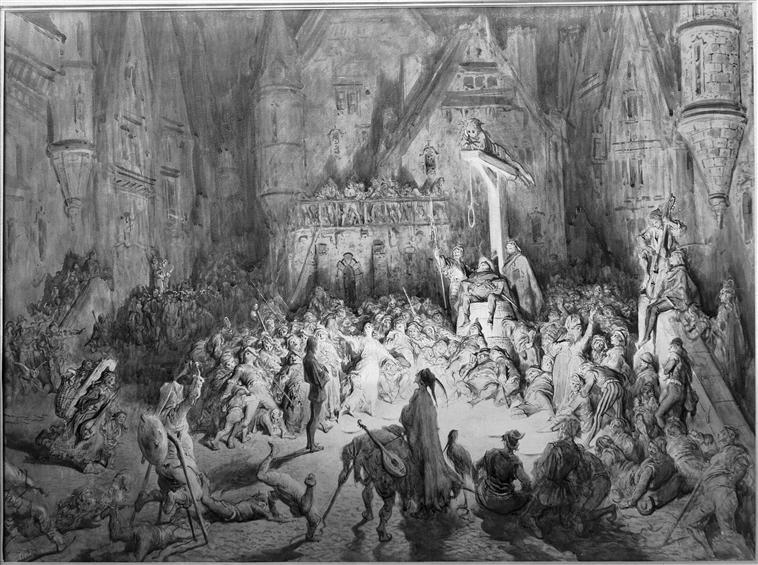
Dvůr zázraků od Gustava Dorého, ilustrace romantické představy k románu Chrám Matky Boží v Paříži Victora Huga.

Cour des Miracles (tj. Dvůr zázraků) bylo za ancien régime označení chudinské oblasti (sociálně vyloučené lokality) v některých pařížských čtvrtí. Jejich pojmenování vzniklo z toho, že zde za soumraku "zázračně" zmizela poranění žebráků, kteří se sem stahovali na noc. Ve skutečnosti mnozí z nich netrpěli žádným handicapem.
Ti nejvíce znevýhodnění, kteří přicházeli z venkova marně hledat práci nebo strádali ve městech, v 17. století rozšířili populaci na dvorech zázraků za vlády Ludvíka XIII. a Ludvíka XIV.

## Oblasti
Ve většině velkých měst se nacházely dvory zázraků. V Paříži to byly:
- Grande cour des Miracles (Velký dvůr zázraků) mezi rue du Caire, Rue des Forges, impasse de la Corderie, rue Thévenot, rue de Damiette a rue Réaumur, v dnešním 2. obvodu, jehož vchod se nacházel na rue Saint-Sauveur
- Cour du Roi-François (Dvůr krále Františka) se nacházel na 328 rue Saint-Denis
- Cour du Sainte-Catherine (dvůr svaté Kateřiny) se nacházel na 313 rue Saint-Denis
- Cour Gentien, rue des Coquilles
- Cour Jussienne, 23 rue de la Jussienne
- Cour Saint-Honoré mezi ulicemi Saint-Honoré, Saint-Nicaise a de l'Échelle
- dvůr zázraků na rue du Bac, 63, rue du Bac
- Cour Brisset, rue de la Mortellerie mezi rue Pernelle a rue de Longpont
- dvůr zázraků na rue de Reuilly, 81, rue de Reuilly
- dvůr zázraků, 26, rue des Tournelles a 21, rue Jean-Beausire
- dva se nacházely poblíž brány Saint-Denis
- ve Faubourg Saint-Marcel
- na kopci Saint-Roch

Nejznámější byl Velký dvůr zázraků, o kterém se zmiňuje Victor Hugo v románu Chrám Matky Boží v Paříži. Spisovatel v rámci své romanticko-středověké vize situuje Cour des Miracles do 15. století, na konci vlády Ludvíka XI. Hugo nicméně čerpal své zdroje z popisů historika Henriho Sauvala (1623-1676).

## Historie
Podle knihovníka a historika Alfreda Franklina (1830-1917) je označení „dvůr zázraků" uvedeno na plánech vytvořených Jacquesem Gomboustem v roce 1652 a Jeanem Boisseauem v roce 1654. Žádný Cour des Miracles se ale neobjevuje na topografických mapách Paříže před 17. stoletím.
První popis velkého dvora zázrak zaznamenal Drachir d'Amorny ve své frašce Le Carabinage et matoiserie militaire (Paříž, 1616).
Poblíž hradeb Karla V. bylo hlavní místo žebráků a zlodějů, největší dvůr zázraků v Paříži. Zabíral prostor vymezený dnešními ulicemi rue de Damiette a rue des Forges ve 2. obvodu.
Tento dvůr zázraků byl sice zlikvidován v roce 1667 na příkaz policejního poručíka Nicolase de la Reynie, ale později byl obnoven, protože se objevuje na plánech z první třetiny 18. století.
Od poloviny 18. století se prosazovaly přísnější hygienické normy. Dne 21. srpna 1784 královský edikt nařídil úplné zničení všech chatrčí léna Alby, aby se zde zřídil trh s rybami. Ale místo mělo tak špatnou pověst, že se tam rybáři odmítli usadit. Místo proto převzali kováři (odtud název ulice Rue de la Forge).